# Wilhelm Philipp Schimper

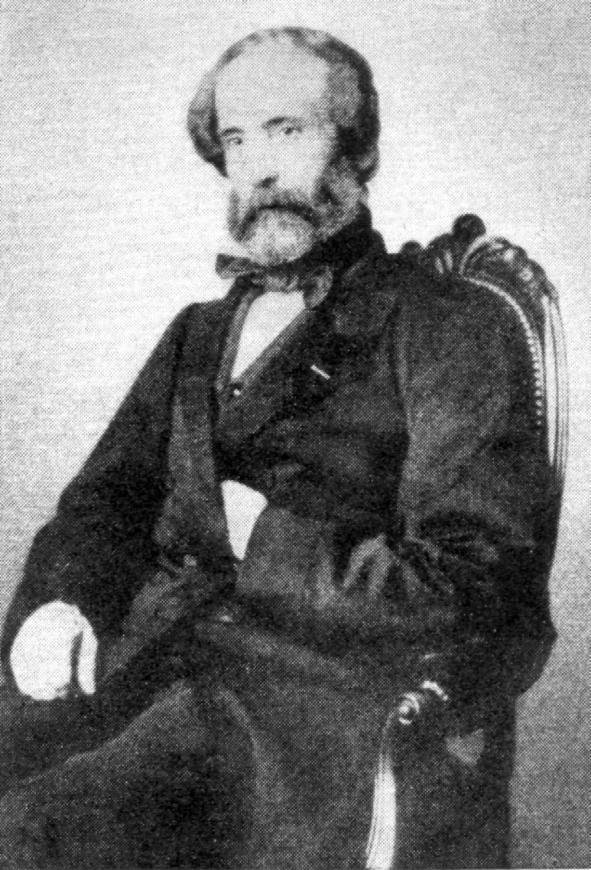
Wilhelm Philipp Schimper.

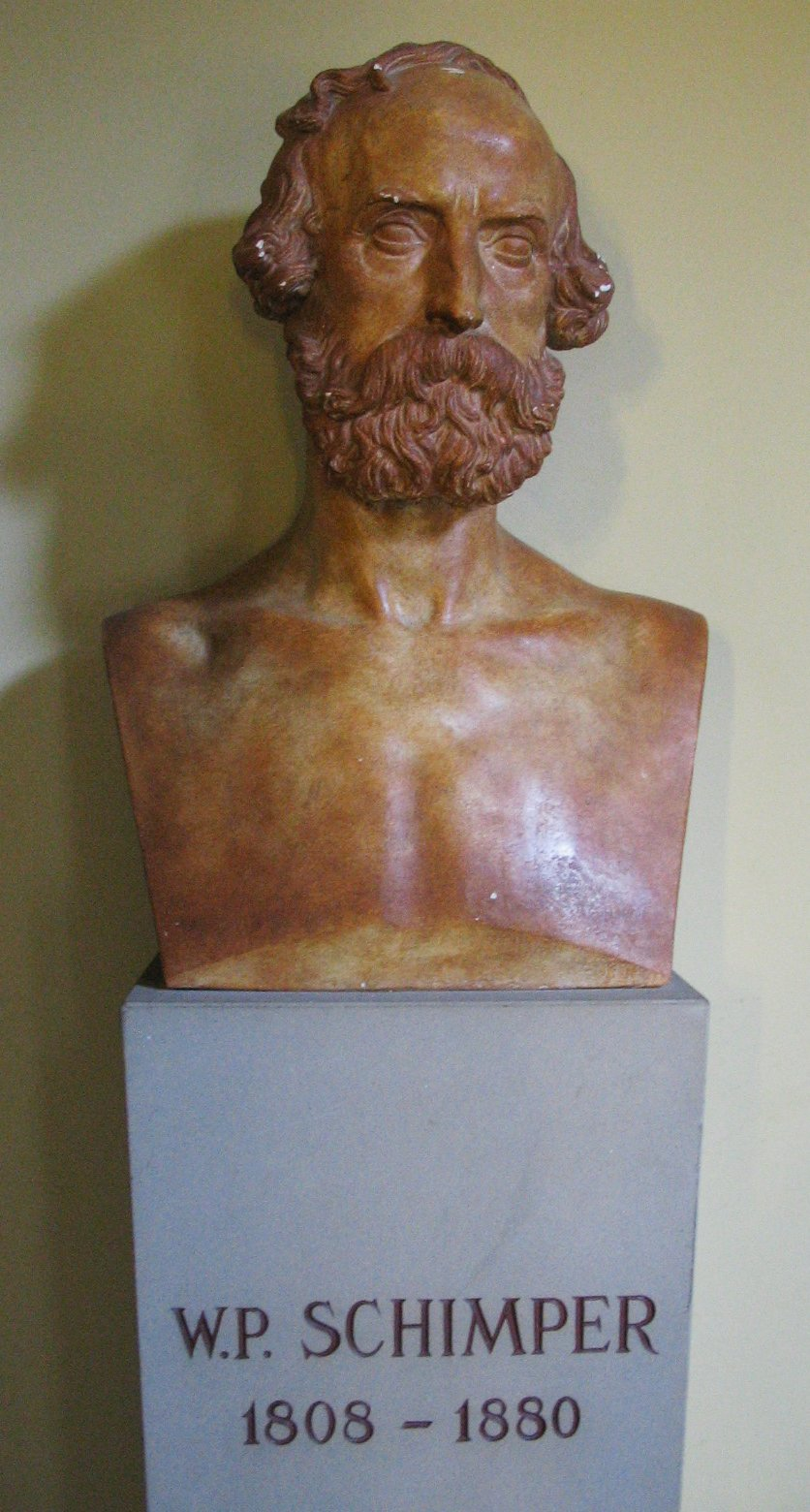
Bust de Schimper (Museu d'Història Natural d'Estrasburg.

Wilhelm Philipp Schimper (o en francès, Guillaume Philippe Schimper) (1808-1880) és un botànic i paleontòleg francès, nascut el 12 de desembre de 1808 a Dossenheim-sur-Zinsel i mort el 20 de març de 1880 a Estrasburg.
Fill d'un pastor protestant, passa la seva infantesa a Offwiller, al Baix Rin, on el seu pare oficiava. Començà estudis de teologia protestant al seminari d'Estrasburg abans d'orientar-se cap a una carrera científica. El 1833, a proposta de Pierre Louis Voltz, accepta el lloc d'ajudant naturalista al museu d'Història Natural d'Estrasburg. El 1839, es fa conservador de l'establiment i ho va continuar sent durant quaranta anys, fins a la seva mort. També ocupà la càtedra de geologia i mineralogia, i la de botànica a la Universitat d'Estrasburg. El seu fill, Andreas Franz Wilhelm Schimper, seguí els seus passos i també va ser un reconegut botànic.
Va ser Cavaller de la Legió d'honor el 1860, de la que en va ser oficial el 1877, corresponsal de l'Acadèmia de les Ciències de París i membre de diverses acadèmies europees.
Schimper es va interessar molt particularment per les molses. Publicà un tractat en cinc volums: Bryologia europaea. Estudià igualment el gres a Voltzia, del Triàsic, i les seves plantes fòssils, a les quals consagra un tractat de 2.600 pàgines de paleontologia vegetal, escrit entre 1869 i 1874.

## Obra
- Stirpes normales bryologiae europaeae, Straßburg 1844–1854
- Recherches anatomiques et morphologiques sur les mousses, Straßburg 1849
- Icones morphologicae, Stuttgart 1860
- Mémoire pour servir à l'histoire naturelle des Sphagnum, Paris 1854
- Palaeontologica alsatica, Straßburg 1854
- Synopsis muscorum europaeorum, Stuttgart 1860
- Le terrain de transition des Vosges, Straßburg 1862,
- Traité de paléontologie végétale, Paris 1869–1874

Amb la col·laboració d'altres especialistes:
- W. Ph. Schimper, Philipp Bruch i Th. Gümbel: Bryologia europaea (Stuttgart 1836–1855, 6 vol.). Suplement, Stuttgart 1864–1866.
- W. Ph. Schimper, A. Mougeot: Monographie des Plantes fossiles du Gres Bigarre de la chaine des Vosges, Leipzig 1844